# Schneckenlochhöhle
Die Schneckenlochhöhle, auch Schneckenloch, ist eine große Karsthöhle bei Schönenbach im österreichischen Bundesland Vorarlberg.

## Lage
Sie befindet sich im Nordhang des Sevischrofen (1659 m), am westlichen Rand des Gottesackergebietes, in dem eine Vielzahl von Höhlen existiert, und ist wohl die bekannteste Höhle Vorarlbergs. Der Eingang der Höhle liegt in einer Höhe von 1270 m, er befindet sich auf dem Gebiet der Gemeinde Egg im Bregenzerwald. Der Name des Sevischrofens wird vom dort vorkommenden Sevenstrauch (Juniperus sabina, Stinkwacholder) abgeleitet.
Die Stelle des Höhleneinganges ist in den amtlichen topografischen Karten von Österreich (ÖK 50-BMN Blatt 112 Bezau, ÖK 25V-BMN Blatt 112 Bezau; ÖK 50-UTM Blatt 2219 Lech, ÖK 25V-UTM Blatt 2219-W Lech) und Bayern (TK 25 Blatt 8626 Hoher Ifen, TK 50 Blatt L 8726 Einödsbach im Allgäu, UK 50 L8 Allgäuer Alpen) eingetragen. Das Höhlenportal ist von Schönenbach aus zu sehen. Von hier aus ist die Höhle in etwa 1½ Stunden Fußwanderung erreichbar. Die Befahrung der Hauptgänge der Schneckenlochhöhle erfordert 2½ bis 3 Stunden. Eine Besichtigung ist nur mit Führer möglich.

## Erforschungsgrad
Obwohl die große Höhle seit langem bekannt ist und als erforscht gilt, werden immer wieder unbekannte Seitengänge entdeckt und erschlossen. Die Schneckenlochhöhle wurde um 1900 zum ersten Mal in einem Zeitungsartikel beschrieben, sie gilt seit 1955 als erdwissenschaftliches Naturdenkmal.
Die heute bekannte Gesamtlänge der Schneckenlochhöhle beträgt etwa 3558 m, der größte Höhenunterschied 148 m. Die Gesteinsgrenzhöhle bildete sich an der Basis des Schrattenkalkes, an der Grenze zu den wasserstauenden Drusbergschichten. Beide Gesteinsformationen gehören dem Helvetikum an. Die großräumigen, schichtfugengebundenen Gangteile verlaufen an dieser Gesteinsgrenze entlang.

## Begehung und Zustand
Die Eingangshalle hinter dem riesigen Portal ist im Tageslicht begehbar, die inneren Teile der Karsthöhle nur mit künstlicher Beleuchtung. Der Boden der Höhle ist zum großen Teil mit Versturzblockwerk bedeckt, teilweise auch erdig, sandig und lehmig. Hallenartige Räume wechseln mit engen und niedrigen Gängen, an einigen Stellen finden sich Wassereintritte. Ein großer Hauptgang gabelt sich nach etwa 500 m in zwei Gangabschnitte, Ostgang und Nordostgang. Die großräumigen Höhlenteile sind durch Verbruchvorgänge gezeichnet.
Ein früher vorhandener Tropfsteinschmuck ist weitgehend zerstört oder geplündert. Beim Eingang der Höhle befinden sich Informationstafeln mit einer Übersichtszeichnung.
Die Schneckenlochhöhle ist auch ein wichtiges Überwinterungsquartier für Fledermäuse. Folgende fünf Arten wurden beobachtet: Mausohren (Myotis myotis oder Myotis blythii), Wasserfledermäuse (Myotis daubentonii), Langohren (Plecotus sp.), Mopsfledermäuse (Barbastella barbastellus) und Bartfledermäuse (Myotis mystacinus oder Myotis brandtii). 70 % der gezählten Fledermäuse waren Bartfledermäuse. Die Fledermausarten sind auch wesentliches Schutzgut für das Europaschutzgebiet Ifen.
Der Wanderweg zu den Schneckenlochbachhöhlen ist teilweise steil und auch unwegsam. Die Höhle selbst sollte ausschließlich mit einem erfahrenen Führer und sehr guter Höhlenausrüstung besucht werden. Teilweise sind die Verbindungen zwischen Höhlenteilen nur auf allen Vieren kriechend erreichbar. Die Höhlen dürfen zum Schutz der Fledermäuse vom 1. Oktober bis 31. März nicht betreten werden. Zudem befindet sich der Zustieg in einer Wildruhezone.

## Schneckenlochbachhöhlen I bis III
Unterhalb des Eingangs der Schneckenlochhöhle  befinden sich Eingänge zu weiteren geschützten Höhlen, die Schneckenlochbachhöhlen I bis III. Diese sind nur wenige Meter lang, die Höhle II rund 78 Meter. Die Höhlen II und III sind nur schwer zugänglich, die Eingänge im Wald kaum auffindbar.